# Provinz Mariscal Nieto
Die Provinz Mariscal Nieto liegt in der Region Moquegua im Süden von Peru. Die Provinz hat eine Fläche von 8672 km². Beim Zensus 2017 betrug die Einwohnerzahl 85.349. Im Jahr 1993 betrug die Einwohnerzahl 57.939, im Jahr 2007 72.849. Verwaltungssitz ist Stadt Moquegua. Die Provinz wurde nach Domingo Nieto (1803–1844), Marschall (span. mariscal) und Präsident von Peru, benannt.

## Geographische Lage
Die Provinz Mariscal Nieto erstreckt sich 160 km ins Landesinnere. Sie reicht im Südwesten bis auf wenige Kilometer an die Pazifikküste heran. Im Südwesten der Provinz, in der Küstenregion, herrscht wüstenhaften, arides Klima vor. Der Nordosten der Provinz liegt in der peruanischen Westkordillere, die in diesem Bereich mehrere Vulkane aufweist. Der Fluss Río Moquegua durchfließt die Provinz.
Die Provinz Mariscal Nieto grenzt im Westen an die Region Arequipa, im Nordwesten an die Provinz General Sánchez Cerro, im Nordosten an die Region Puno sowie im Südosten an die Region Tacna. Die Provinz Ilo trennt die Provinz Mariscal Nieto im Südwesten vom Pazifischen Ozean.

## Verwaltungsgliederung
Die Provinz Mariscal Nieto besteht aus den folgenden sechs Distrikten. Der Distrikt Moquegua ist Sitz der Provinzverwaltung.
| Distrikt      | Verwaltungssitz |
| ------------- | --------------- |
| Carumas       | Carumas         |
| Cuchumbaya    | Cuchumbaya      |
| Moquegua      | Moquegua        |
| Samegua       | Samegua         |
| San Cristóbal | Calacoa         |
| Torata        | Torata          |